# Золотой глобус (премия, 2020)
77-я церемония вручения наград премии «Золотой глобус»

5 января 2020 года
Лучший фильм (драма): 

«1917»
Лучший фильм (комедия или мюзикл): 

«Однажды в Голливуде»
Лучший драматический сериал: 

«Наследники»
Лучший сериал (комедия или мюзикл): 

«Дрянь»
Лучший мини-сериал или телефильм: 

«Чернобыль»
< 76-я Церемонии вручения 78-я >
77-я церемония вручения наград премии «Золотой глобус» за заслуги в области кинематографа и телевидения за 2019 год состоялась 5 января 2020 года в отеле Беверли-Хилтон (Беверли-Хиллз, Лос-Анджелес, Калифорния). Номинанты были объявлены 9 декабря 2019 года. Церемония транслировалась в прямом эфире на канале NBC, её ведущим в пятый раз выступил британский комик Рики Джервейс.
Почётной премии имени Сесиля Б. Де Милля за жизненные достижения в области кинематографа был удостоен актёр, режиссёр, продюсер, обладатель восьми «Золотых глобусов» Том Хэнкс. Премия имени Кэрол Бёрнетт за жизненные достижения в области телевидения была вручена актрисе и телеведущей Эллен Дедженерес.

## Список лауреатов и номинантов
• Лауреаты выделены отдельным цветом. 
Количество наград/номинаций:
- 1/6: «Брачная история»
- 3/5: «Однажды в Голливуде»
- 0/5: «Ирландец»
- 2/4: «Джокер»
- 0/4: «Два Папы»
- 2/3: «1917» / «Рокетмен»
- 1/3: «Паразиты»
- 0/3: «Достать ножи»
- 1/2: «Прощание»
- 0/2: «Скандал» / «Меня зовут Долемайт» / «Холодное сердце 2» / «Гарриет» / «Кролик Джоджо» / «Король Лев» / «Маленькие женщины» / «Боль и слава»
- 1/1: «Джуди» / «Потерянное звено»

### Игровое кино
| Категории                             | Лауреаты и номинанты                                                                            | Лауреаты и номинанты                                                              |
| ------------------------------------- | ----------------------------------------------------------------------------------------------- | --------------------------------------------------------------------------------- |
| Лучший фильм — драма                  | • 1917 / 1917                                                                                   | • 1917 / 1917                                                                     |
| Лучший фильм — драма                  | • Ирландец / The Irishman                                                                       |                                                                                   |
| Лучший фильм — драма                  | • Джокер / Joker                                                                                |                                                                                   |
| Лучший фильм — драма                  | • Брачная история / Marriage Story                                                              |                                                                                   |
| Лучший фильм — драма                  | • Два Папы / The Two Popes                                                                      |                                                                                   |
| Лучший фильм — комедия или мюзикл     | • Однажды в Голливуде / Once Upon a Time in Hollywood                                           | • Однажды в Голливуде / Once Upon a Time in Hollywood                             |
| Лучший фильм — комедия или мюзикл     | • Меня зовут Долемайт / Dolemite Is My Name                                                     |                                                                                   |
| Лучший фильм — комедия или мюзикл     | • Кролик Джоджо / Jojo Rabbit                                                                   |                                                                                   |
| Лучший фильм — комедия или мюзикл     | • Достать ножи / Knives Out                                                                     |                                                                                   |
| Лучший фильм — комедия или мюзикл     | • Рокетмен / Rocketman                                                                          |                                                                                   |
| Лучшая режиссура                      |                                                                                                 | • Сэм Мендес — «1917»                                                             |
| Лучшая режиссура                      | • Пон Чжун Хо — «Паразиты»                                                                      |                                                                                   |
| Лучшая режиссура                      | • Тодд Филлипс — «Джокер»                                                                       |                                                                                   |
| Лучшая режиссура                      | • Мартин Скорсезе — «Ирландец»                                                                  |                                                                                   |
| Лучшая режиссура                      | • Квентин Тарантино — «Однажды в Голливуде»                                                     |                                                                                   |
| Лучший актёр в драматическом фильме   |                                                                                                 | • Хоакин Феникс — «Джокер» (за роль Артура Флека / Джокера)                       |
| Лучший актёр в драматическом фильме   | • Кристиан Бейл — «Ford против Ferrari» (за роль Кена Майлза)                                   |                                                                                   |
| Лучший актёр в драматическом фильме   | • Антонио Бандерас — «Боль и слава» (за роль Сальвадора Мальо)                                  |                                                                                   |
| Лучший актёр в драматическом фильме   | • Адам Драйвер — «Брачная история» (за роль Чарли Барбера)                                      |                                                                                   |
| Лучший актёр в драматическом фильме   | • Джонатан Прайс — «Два Папы» (за роль кардинала Хорхе Марио Бергольо / папы Франциска)         |                                                                                   |
| Лучшая актриса в драматическом фильме |                                                                                                 | • Рене Зеллвегер — «Джуди» (за роль Джуди Гарленд)                                |
| Лучшая актриса в драматическом фильме | • Синтия Эриво — «Гарриет» (за роль Минти Росс / Гарриет Табмен)                                |                                                                                   |
| Лучшая актриса в драматическом фильме | • Скарлетт Йоханссон — «Брачная история» (за роль Николь Барбер)                                |                                                                                   |
| Лучшая актриса в драматическом фильме | • Сирша Ронан — «Маленькие женщины» (за роль Джо Марч)                                          |                                                                                   |
| Лучшая актриса в драматическом фильме | • Шарлиз Терон — «Скандал» (за роль Мегин Келли)                                                |                                                                                   |
| Лучший актёр в комедии или мюзикле    |                                                                                                 | • Тэрон Эджертон — «Рокетмен» (за роль Элтона Джона)                              |
| Лучший актёр в комедии или мюзикле    | • Дэниел Крейг — «Достать ножи» (за роль Бенуа Блана)                                           |                                                                                   |
| Лучший актёр в комедии или мюзикле    | • Роман Гриффин Дэвис — «Кролик Джоджо» (за роль Джоджо Бецлера)                                |                                                                                   |
| Лучший актёр в комедии или мюзикле    | • Леонардо Ди Каприо — «Однажды в Голливуде» (за роль Рика Далтона)                             |                                                                                   |
| Лучший актёр в комедии или мюзикле    | • Эдди Мерфи — «Меня зовут Долемайт» (за роль Руди Рэя Мура)                                    |                                                                                   |
| Лучшая актриса в комедии или мюзикле  |                                                                                                 | • Аквафина — «Прощание» (за роль Билли)                                           |
| Лучшая актриса в комедии или мюзикле  | • Ана де Армас — «Достать ножи» (за роль Марты Кабрера)                                         |                                                                                   |
| Лучшая актриса в комедии или мюзикле  | • Кейт Бланшетт — «Куда ты пропала, Бернадетт?» (за роль Бернадетт Фокс)                        |                                                                                   |
| Лучшая актриса в комедии или мюзикле  | • Бини Фелдштейн — «Образование» (англ.) (за роль Молли Дэвидсон)                               |                                                                                   |
| Лучшая актриса в комедии или мюзикле  | • Эмма Томпсон — «В прямом эфире» (за роль Кэтрин Ньюбери)                                      |                                                                                   |
| Лучший актёр второго плана            |                                                                                                 | • Брэд Питт — «Однажды в Голливуде» (за роль Клиффа Бута)                         |
| Лучший актёр второго плана            | • Том Хэнкс — «Прекрасный день по соседству» (за роль Фреда Роджерса)                           |                                                                                   |
| Лучший актёр второго плана            | • Энтони Хопкинс — «Два Папы» (за роль папы Бенедикта XVI)                                      |                                                                                   |
| Лучший актёр второго плана            | • Аль Пачино — «Ирландец» (за роль Джимми Хоффы)                                                |                                                                                   |
| Лучший актёр второго плана            | • Джо Пеши — «Ирландец» (за роль Рассела Буфалино)                                              |                                                                                   |
| Лучшая актриса второго плана          |                                                                                                 | • Лора Дерн — «Брачная история» (за роль Норы Фэншоу)                             |
| Лучшая актриса второго плана          | • Кэти Бэйтс — «Дело Ричарда Джуэлла» (за роль Боби Джуэлл)                                     |                                                                                   |
| Лучшая актриса второго плана          | • Аннетт Бенинг — «Отчёт о пытках» (за роль сенатора Дайэнн Файнстайн)                          |                                                                                   |
| Лучшая актриса второго плана          | • Дженнифер Лопес — «Стриптизёрши» (за роль Рамоны Вега)                                        |                                                                                   |
| Лучшая актриса второго плана          | • Марго Робби — «Скандал» (за роль Кайлы Посписил)                                              |                                                                                   |
| Лучший сценарий                       |                                                                                                 | • Квентин Тарантино — «Однажды в Голливуде»                                       |
| Лучший сценарий                       | • Ноа Баумбах — «Брачная история»                                                               |                                                                                   |
| Лучший сценарий                       | • Пон Чжун Хо, Хан Джин-вон — «Паразиты»                                                        |                                                                                   |
| Лучший сценарий                       | • Энтони Маккартен — «Два Папы»                                                                 |                                                                                   |
| Лучший сценарий                       | • Стивен Заиллян — «Ирландец»                                                                   |                                                                                   |
| Лучшая музыка к фильму                |                                                                                                 | • Хильдур Гуднадоуттир — «Джокер»                                                 |
| Лучшая музыка к фильму                | • Александр Деспла — «Маленькие женщины»                                                        |                                                                                   |
| Лучшая музыка к фильму                | • Рэнди Ньюман — «Брачная история»                                                              |                                                                                   |
| Лучшая музыка к фильму                | • Томас Ньюман — «1917»                                                                         |                                                                                   |
| Лучшая музыка к фильму                | • Дэниел Пембертон — «Сиротский Бруклин»                                                        |                                                                                   |
| Лучшая песня                          | • (I’m Gonna) Love Me Again — «Рокетмен» — музыка: Элтон Джон, слова: Берни Топин               | • (I’m Gonna) Love Me Again — «Рокетмен» — музыка: Элтон Джон, слова: Берни Топин |
| Лучшая песня                          | • Beautiful Ghosts — «Кошки» — музыка и слова: Эндрю Ллойд Уэббер, Тейлор Свифт                 |                                                                                   |
| Лучшая песня                          | • Into the Unknown — «Холодное сердце 2» — музыка и слова: Кристен Андерсон-Лопес, Роберт Лопес |                                                                                   |
| Лучшая песня                          | • Spirit — «Король Лев» — музыка и слова: Тимоти Маккензи, Илья Салманзаде, Бейонсе             |                                                                                   |
| Лучшая песня                          | • Stand Up — «Гарриет» — музыка и слова: Джошуа Брайан Кэмпбелл, Синтия Эриво                   |                                                                                   |
| Лучший анимационный фильм             | • Потерянное звено / Missing Link                                                               | • Потерянное звено / Missing Link                                                 |
| Лучший анимационный фильм             | • Холодное сердце 2 / Frozen II                                                                 |                                                                                   |
| Лучший анимационный фильм             | • Как приручить дракона 3 / How to Train Your Dragon: The Hidden World                          |                                                                                   |
| Лучший анимационный фильм             | • Король Лев / The Lion King                                                                    |                                                                                   |
| Лучший анимационный фильм             | • История игрушек 4 / Toy Story 4                                                               |                                                                                   |
| Лучший фильм на иностранном языке     | • Паразиты / 기생충 (Южная Корея)                                                               | • Паразиты / 기생충 (Южная Корея)                                                 |
| Лучший фильм на иностранном языке     | • Прощание / The Farewell (США)                                                                 |                                                                                   |
| Лучший фильм на иностранном языке     | • Отверженные / Les Misérables (Франция)                                                        |                                                                                   |
| Лучший фильм на иностранном языке     | • Боль и слава / Dolor y gloria (Испания)                                                       |                                                                                   |
| Лучший фильм на иностранном языке     | • Портрет девушки в огне / Portrait de la jeune fille en feu (Франция)                          |                                                                                   |

### Телевизионные категории
Количество наград/номинаций:
- 2/4: «Чернобыль»
- 1/4: «Корона»
- 0/4: «Невероятное»
- 2/3: «Наследники» / «Дрянь»
- 1/3: «Фосси/Вердон»
- 0/3: «Большая маленькая ложь» / «Утреннее шоу» / «Барри» / «Метод Комински»
- 1/2: «Самый громкий голос» / «Притворство»
- 0/2: «Убивая Еву» / «Удивительная миссис Мейзел» / «Политик» / «Уловка‑22»
- 1/1: «Рами»

| Категории                                                               | Лауреаты и номинанты                                                               | Лауреаты и номинанты                                          |
| ----------------------------------------------------------------------- | ---------------------------------------------------------------------------------- | ------------------------------------------------------------- |
| Лучший телевизионный сериал (драма)                                     | • Наследники / Succession                                                          | • Наследники / Succession                                     |
| Лучший телевизионный сериал (драма)                                     | • Большая маленькая ложь / Big Little Lies                                         |                                                               |
| Лучший телевизионный сериал (драма)                                     | • Корона / The Crown                                                               |                                                               |
| Лучший телевизионный сериал (драма)                                     | • Убивая Еву / Killing Eve                                                         |                                                               |
| Лучший телевизионный сериал (драма)                                     | • Утреннее шоу / The Morning Show                                                  |                                                               |
| Лучший телевизионный сериал (комедия или мюзикл)                        | • Дрянь / Fleabag                                                                  | • Дрянь / Fleabag                                             |
| Лучший телевизионный сериал (комедия или мюзикл)                        | • Барри / Barry                                                                    |                                                               |
| Лучший телевизионный сериал (комедия или мюзикл)                        | • Метод Комински / The Kominsky Method                                             |                                                               |
| Лучший телевизионный сериал (комедия или мюзикл)                        | • Удивительная миссис Мейзел / The Marvelous Mrs. Maisel                           |                                                               |
| Лучший телевизионный сериал (комедия или мюзикл)                        | • Политик / The Politician                                                         |                                                               |
| Лучший мини-сериал или телефильм                                        | • Чернобыль / Chernobyl                                                            | • Чернобыль / Chernobyl                                       |
| Лучший мини-сериал или телефильм                                        | • Уловка-22 / Catch-22                                                             |                                                               |
| Лучший мини-сериал или телефильм                                        | • Фосси/Вердон / Fosse/Verdon                                                      |                                                               |
| Лучший мини-сериал или телефильм                                        | • Самый громкий голос / The Loudest Voice                                          |                                                               |
| Лучший мини-сериал или телефильм                                        | • Невероятное / Unbelievable                                                       |                                                               |
| Лучший актёр в драматическом телесериале                                |                                                                                    | • Брайан Кокс — «Наследники» (за роль Логана Роя)             |
| Лучший актёр в драматическом телесериале                                | • Кит Харингтон — «Игра престолов» (за роль Джона Сноу)                            |                                                               |
| Лучший актёр в драматическом телесериале                                | • Рами Малек — «Мистер Робот» (за роль Эллиота Алдерсона)                          |                                                               |
| Лучший актёр в драматическом телесериале                                | • Тобайас Мензис — «Корона» (за роль Филиппа, герцога Эдинбургского)               |                                                               |
| Лучший актёр в драматическом телесериале                                | • Билли Портер — «Поза» (за роль Прея Телла)                                       |                                                               |
| Лучшая актриса в драматическом телесериале                              |                                                                                    | • Оливия Колман — «Корона» (за роль королевы Елизаветы II)    |
| Лучшая актриса в драматическом телесериале                              | • Дженнифер Энистон — «Утреннее шоу» (за роль Алекс Леви)                          |                                                               |
| Лучшая актриса в драматическом телесериале                              | • Джоди Комер — «Убивая Еву» (за роль Вилланель)                                   |                                                               |
| Лучшая актриса в драматическом телесериале                              | • Николь Кидман — «Большая маленькая ложь» (за роль Селесты Райт)                  |                                                               |
| Лучшая актриса в драматическом телесериале                              | • Риз Уизерспун — «Утреннее шоу» (за роль Брэдли Джексон)                          |                                                               |
| Лучший актёр в комедийном телесериале, или мюзикле                      |                                                                                    | • Рами Юссеф — «Рами» (за роль Рами Хассана)                  |
| Лучший актёр в комедийном телесериале, или мюзикле                      | • Майкл Дуглас — «Метод Комински» (за роль Сэнди Комински)                         |                                                               |
| Лучший актёр в комедийном телесериале, или мюзикле                      | • Билл Хейдер — «Барри» (за роль Барри Беркмана)                                   |                                                               |
| Лучший актёр в комедийном телесериале, или мюзикле                      | • Бен Платт — «Политик» (за роль Пейтона Хобарта)                                  |                                                               |
| Лучший актёр в комедийном телесериале, или мюзикле                      | • Пол Радд — «Ужиться с самим собой» (за роль Майлза Эллиота)                      |                                                               |
| Лучшая актриса в комедийном телесериале, или мюзикле                    |                                                                                    | • Фиби Уоллер-Бридж — «Дрянь» (за роль «Дряни»)               |
| Лучшая актриса в комедийном телесериале, или мюзикле                    | • Кристина Эпплгейт — «Мёртв для меня» (за роль Джен Хардинг)                      |                                                               |
| Лучшая актриса в комедийном телесериале, или мюзикле                    | • Рэйчел Броснахэн — «Удивительная миссис Мейзел» (за роль Мириам «Мидж» Мейзел)   |                                                               |
| Лучшая актриса в комедийном телесериале, или мюзикле                    | • Кирстен Данст — «Как стать богом в центральной Флориде» (за роль Кристал Стаббс) |                                                               |
| Лучшая актриса в комедийном телесериале, или мюзикле                    | • Наташа Лионн — «Матрёшка» (за роль Нади Вулвоковой)                              |                                                               |
| Лучший актёр в мини-сериале или телефильме                              |                                                                                    | • Рассел Кроу — «Самый громкий голос» (за роль Роджера Айлза) |
| Лучший актёр в мини-сериале или телефильме                              | • Кристофер Эбботт — «Уловка-22» (за роль капитана Йоссариана)                     |                                                               |
| Лучший актёр в мини-сериале или телефильме                              | • Саша Барон Коэн — «Шпион» (за роль Эли Коэна)                                    |                                                               |
| Лучший актёр в мини-сериале или телефильме                              | • Джаред Харрис — «Чернобыль» (за роль Валерия Легасова)                           |                                                               |
| Лучший актёр в мини-сериале или телефильме                              | • Сэм Рокуэлл — «Фосси/Вердон» (за роль Боба Фосси)                                |                                                               |
| Лучшая актриса в мини-сериале или телефильме                            |                                                                                    | • Мишель Уильямс — «Фосси/Вердон» (за роль Гвен Вердон)       |
| Лучшая актриса в мини-сериале или телефильме                            | • Кейтлин Девер — «Невероятное» (за роль Мари Адлер)                               |                                                               |
| Лучшая актриса в мини-сериале или телефильме                            | • Джоуи Кинг — «Притворство» (за роль Джипси Роуз Бланшар)                         |                                                               |
| Лучшая актриса в мини-сериале или телефильме                            | • Хелен Миррен — «Екатерина Великая» (за роль Екатерины Великой)                   |                                                               |
| Лучшая актриса в мини-сериале или телефильме                            | • Мерритт Уивер — «Невероятное» (за роль детектива Карен Дюваль)                   |                                                               |
| Лучший актёр второго плана в телесериале, мини-сериале или телефильме   |                                                                                    | • Стеллан Скарсгард — «Чернобыль» (за роль Бориса Щербины)    |
| Лучший актёр второго плана в телесериале, мини-сериале или телефильме   | • Алан Аркин — «Метод Комински» (за роль Нормана Ньюлендера)                       |                                                               |
| Лучший актёр второго плана в телесериале, мини-сериале или телефильме   | • Киран Калкин — «Наследники» (за роль Романа Роя)                                 |                                                               |
| Лучший актёр второго плана в телесериале, мини-сериале или телефильме   | • Эндрю Скотт — «Дрянь» (за роль священника)                                       |                                                               |
| Лучший актёр второго плана в телесериале, мини-сериале или телефильме   | • Генри Уинклер — «Барри» (за роль Джина Кузино)                                   |                                                               |
| Лучшая актриса второго плана в телесериале, мини-сериале или телефильме |                                                                                    | • Патрисия Аркетт — «Притворство» (за роль Ди Ди Бланшар)     |
| Лучшая актриса второго плана в телесериале, мини-сериале или телефильме | • Хелена Бонем Картер — «Корона» (за роль принцессы Маргарет)                      |                                                               |
| Лучшая актриса второго плана в телесериале, мини-сериале или телефильме | • Тони Коллетт — «Невероятное» (за роль детектива Грейс Расмуссен)                 |                                                               |
| Лучшая актриса второго плана в телесериале, мини-сериале или телефильме | • Мерил Стрип — «Большая маленькая ложь» (за роль Мэри Луиз Райт)                  |                                                               |
| Лучшая актриса второго плана в телесериале, мини-сериале или телефильме | • Эмили Уотсон — «Чернобыль» (за роль Ульяны Хомюк)                                |                                                               |

## Специальные награды
| Премия Сесиля Б. Де Милля (Награда за вклад в кинематограф)         |  | • Том Хэнкс |
| Премия имени Кэрол Бёрнетт (награда за вклад в области телевидения) |  | • Эллен Дедженерес |
| Посол «Золотого глобуса» 2020 (Символический титул)                 |  | • Дилан и Пэрис Броснаны (англ.) — (сыновья актёра Пирса Броснана и режиссёра-документалиста и эколога Кили Шэй Броснан) |